# AsiaSat-8

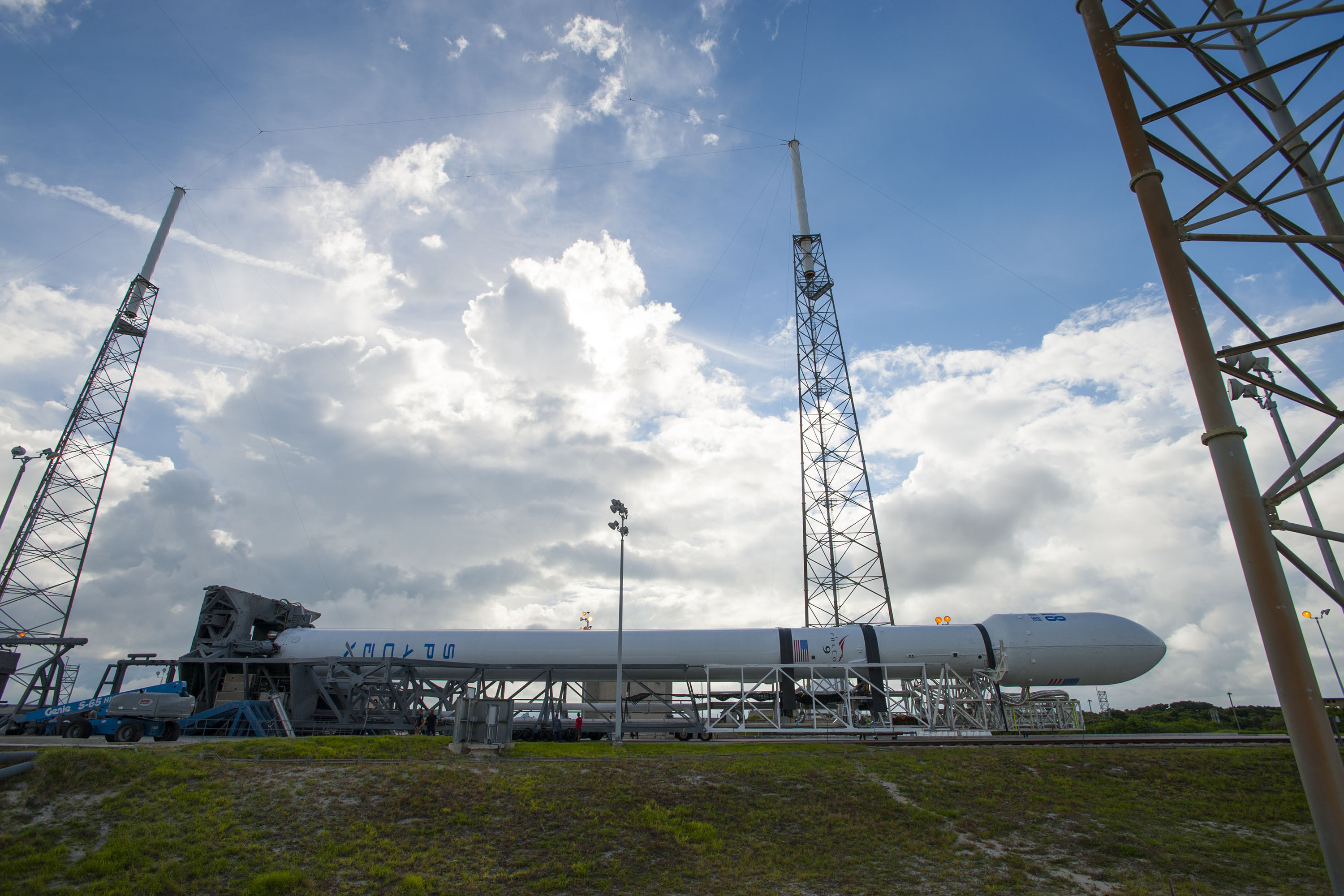
Falcon 9 con el ASIASAT 8 siendo transportado

AsiaSat 8 es un satélite geoestacionario de comunicaciones de Hong Kong operado por la Compañía de Telecomunicaciones por Satélite de Asia.
AsiaSat 8 fue construido por Space Systems / Loral y se basa en el bus satelital LS-1300LL. El satélite transporta 24 transpondedores de la banda Ku y una carga útil de la banda Ka, y se planificó que se colocara inicialmente sobre el ecuador, a una longitud de 105.5 grados Este, que cubra el sur y el sureste de Asia, China y Oriente Medio.
Se lanzó a bordo de un Falcon 9 v1.1 desde Cabo Cañaveral, Florida.